# Santa Cruz (Chile)
Santa Cruz – miasto w Chile, położone w środkowej części regionu Libertador O’Higgins. W mieście znajduje się węzeł drogowy-R90, I-72, I-86, I-720 i I-730.

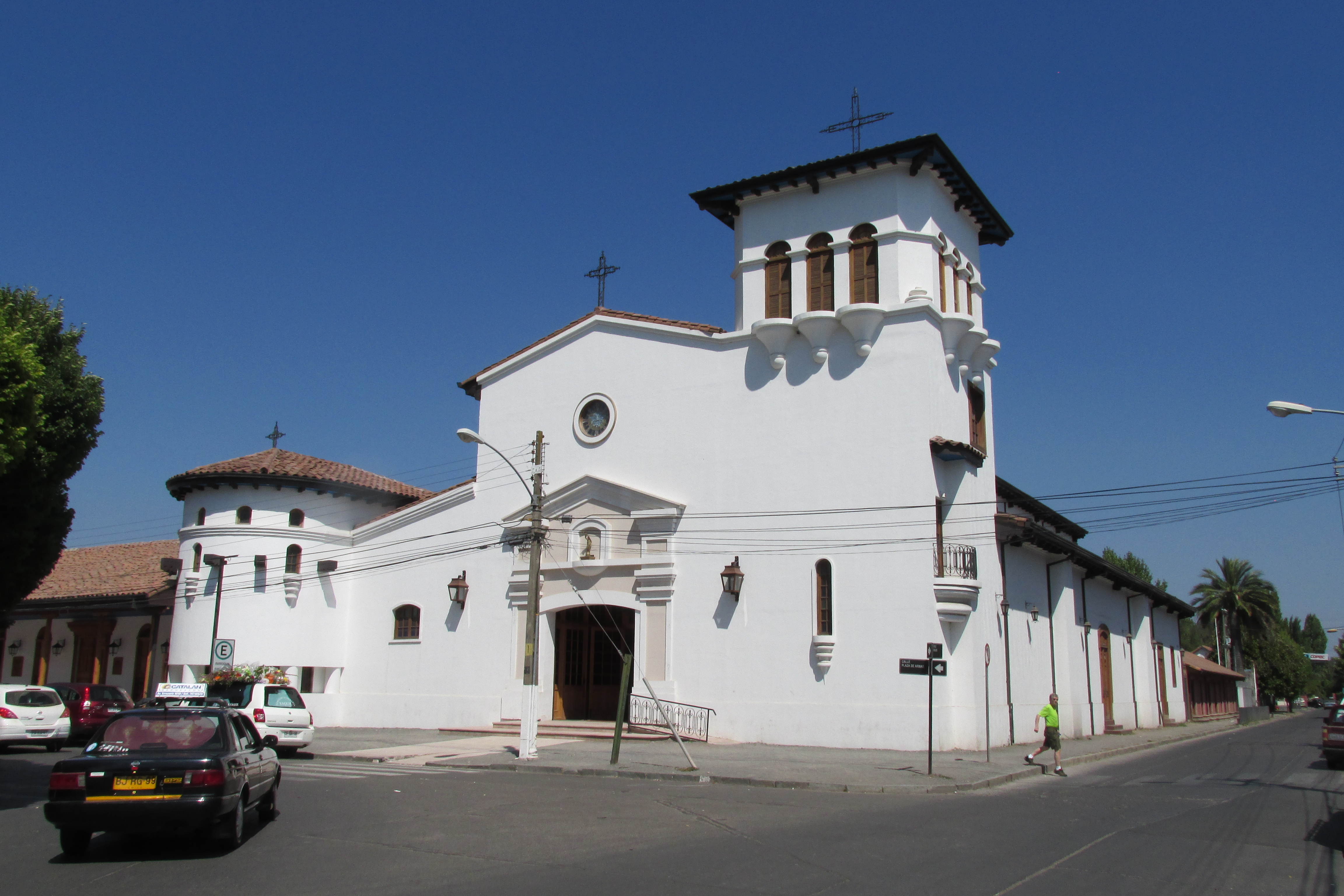
Kościół w Santa Cruz

## Demografia
Źródło.

## Atrakcje turystyczne
- Colchagua Museum – Muzeum[1]
- Viña Viu Manent – Winnica[2]
- Casino Colchagua – Kasyno[3]